# Stramazzo

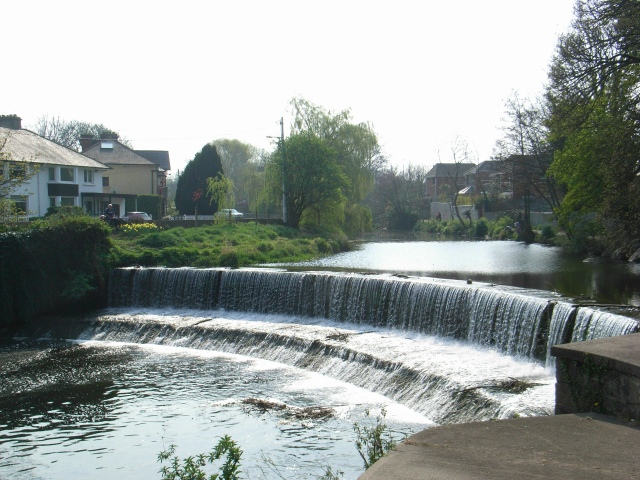
Stramazzo sul fiume Dodder, in Irlanda, a valle del ponte dell'Orwell Road

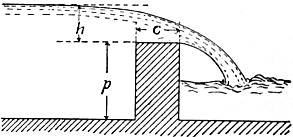
Sezione longitudinale di uno stramazzo

Nell'ambito delle correnti a pelo libero, uno stramazzo è un dispositivo che sbarrando inferiormente la sezione di un fiume o di un canale, costringe la corrente a creare un rigurgito a monte e a dare origine a una vena fluida che si stacca dal contorno superiore dello sbarramento e stramazza, cioè cade, a valle.

## Suddivisione
Tra gli stramazzi si distinguono quelli a spigolo vivo e quelli a larga soglia.

### Stramazzi a spigolo vivo
Gli stramazzi a spigolo vivo, anche detti "stramazzi in parete sottile", sono solitamente realizzati con soglia verticale in metallo, in cui la vena liquida si distacca dalla soglia e il deflusso avviene a pressione atmosferica.
Sono installati dove si vuole una misura abbastanza precisa della portata e devono essere realizzati in modo che vi sia comunicazione tra l'aria al di sotto della vena fluida e l'atmosfera, in caso contrario, infatti, l'acqua discioglie l'aria attraverso la superficie inferiore provocando una depressione che disturba il moto.

### Stramazzi a larga soglia
Gli stramazzi a larga soglia, anche detti "stramazzi in parete grossa", sono solitamente realizzati in muratura o calcestruzzo; in questo caso la vena liquida sormonta la soglia e aderisce al paramento di valle.

## Equazione dello stramazzo
L'equazione dello stramazzo è la relazione univoca tra portata {\displaystyle Q} e il carico piezometrico {\displaystyle h} sullo stramazzo.

## Dimensionamento
Il dimensionamento di uno stramazzo è determinato dalla portata che si vuole allontanare dal flusso. Essa, per definizione, è data dalla seguente relazione:
{\displaystyle Q=v\cdot A}
dove Q rappresenta la portata, v la velocità del flusso in uscita dalla sezione considerata e A la sezione stessa.
Nel caso particolare la sezione da considerare è la sezione contratta, cioè quella sezione subito oltre l'ostacolo in cui si possa considerare un andamento delle pressioni lineare. L'equazione precedente prenderà, quindi, questa forma:
{\displaystyle dQ=c_{v}\cdot v_{t}\cdot c_{c}\cdot dA}
dove {\displaystyle c_{v}} è il coefficiente di contrazione relativo alla velocità (pari a 0,98), {\displaystyle v_{t}} è la velocità torricelliana (velocità teorica) e {\displaystyle c_{c}} è il coefficiente di contrazione relativo alla sezione (pari a 0,61).
Da cui, sapendo che {\displaystyle v_{t}={\sqrt {2gh}}} e che {\displaystyle dA=dh\cdot L} (dove dh è l'infinitesimo relativo all'altezza del pelo libero al di sopra dell'ostacolo e L è la lunghezza dell'apertura), si ricava che:
{\displaystyle dQ=c_{c}\cdot c_{v}\cdot L\cdot {\sqrt {2gh}}\cdot dh}
Da ciò, integrando:
{\displaystyle Q={\frac {2}{3}}\cdot c_{c}\cdot c_{v}{\sqrt {2\cdot g\cdot h}}\cdot h\cdot L=0,4\cdot h\cdot L\cdot {\sqrt {2\cdot g\cdot h}}}